# 드루아가의 탑 ~the Aegis of URUK~
《드루아가의 탑 ~The Aegis of URUK~》는 1984년 일본의 남코에서 개발한 액션 롤플레잉 게임 드루아가의 탑을 원작으로 하여 2008년에 일본의 애니메이션 제작사 곤조가 제작한 TV애니메이션이다.

## 개요
고전게임이 원작인 판타지물.
풀 메탈 패닉! 등으로 유명한 치기라 코이치 감독과 가토 쇼지가 각본을 맡았다. 다소 딱딱한 판타지 애니메이션에 코믹과 패러디 요소를 다수 도입하여 재미를 더하고 있는 것이 큰 특징이다.

## 줄거리
원작인 게임에서 약 80년 후의 세계를 기점으로 하고있다.
마신 드루아가가 세운 드루아가의 탑은 수십 년 전 연인을 구하기 위해 탑을 오른 영웅 길가메쉬에 의해 파괴되었다. 그가 세운 나라인 우르크국은 80년 전 부활한 드루아가의 탑을 정복하기 위해 몇 년마다 한 번씩 탑의 마물들이 약해지는 시기인 아누의 여름이 올 때마다 탑을 정복하기 위해 군대를 보내고 있다. 그리고 탑의 상층부에 있는 블루 크리스털 로드라는 보물을 찾기 위해 모험자들이 속속들이 탑에 모여들기 시작한다. 그 모험가들 사이에 여신 이시타의 계시를 받고 왔다는 실력없고 패기만 넘친 질이라는 청년을 중심으로 모험이 시작된다.

## 등장인물
- 질(성우 : KENN)

주인공. 직업은 파티의 방어를 담당하는 가디언. 패기만 가득하고 몸은 튼튼하지만 실력은 없다. 1화 초반부에서 적의 공격에 바로 기절한 뒤 니바의 파티에서 쫓겨났다.
- 카야(성우 : 오리카사 후미코)

오라클. 영웅 길가메쉬의 연인인 카이의 후손이며 질,아메이,멜트,쿠파와 함께 파티를 이끄는 리더. 독특한 사고방식으로 파티를 가끔 이리저리 휘둘리게 하곤 한다.
- 아메이(성우 : 하야미즈 리사)

랜서. 회전하는 창을 사용하는 실력가. 평소에 말이없고 조용하다.
- 멜트(성우 : 고우다 호즈미)

메이지. 골프를 치듯이 마법을 사용한다. 우르쿠 국의 가난한 마법사 귀족 출신. 이기적이고 잔소리가 많다.
- 쿠파(성우 : 치하라 미노리)

서번트. 멜트의 시종. 힘이 세며 제멋대로인 멜트의 뒤치닥거리를 한다.
- 니바(성우 : 사쿠라이 타카히로)

아처. 질의 이복형이다. "용 살해자"으로서 높은 명성을 가지고 있다. 파티나,칼리,우토와 함께 파티의 리더로서 활약한다.
- 파티나(성우 : 호리에 유이)

메이지. 오만한 성격을 가지고있으며 니바를 짝사랑한다.
- 칼리(성우 : 이시다 아키라)

스카우트. 메스키아의 뒷세계에 대해서 잘 아는 정찰자이다.
- 우토(성우 : 야스모토 히로키)

어태커. 항상 갑옷을 입고있으며 큰 도끼를 사용한다.

## 방영정보
2008년 4월 4일부터 첫방영되었다. 첫 방영에서 GayO방송국은 현실편, 나머지 방송국은 망상편을 방영하였다.

### 방영목록
- 표 1화 : 드루아가의 거탑(망상편) - 질이 몬스터에 부딪혀 기절한 상태에서 꾼 꿈 이야기
  - 뒤 1화 : 질의 모험(현실편) - 질이 몬스터에 부딪혀 기절한 상태에서 다른 파티원들의 이야기
- 표 2화 : 탑 안의 도시 메스키아

### 주제가
- 여는 곡 : "SWINGING"

노래 : 무라마사☆
- 닫는 곡 : "등정자들"

노래 : KENN

## 같이 보기
- 바벨탑